# Calytrix arborescens
Calytrix arborescens är en myrtenväxtart som först beskrevs av Ferdinand von Mueller, och fick sitt nu gällande namn av George Bentham. Calytrix arborescens ingår i släktet Calytrix och familjen myrtenväxter. Inga underarter finns listade i Catalogue of Life.